# تلفات جانبی (فیلم)
آسیب ناخواسته (به انگلیسی: Collateral Damage) فیلمی به کارگردانی اندرو دیویس، نویسندگی دیوید گریفیتسو رونالد روس و تهیه‌کنندگی هاوک کوچ و نیکولاس مایر محصول سال ۲۰۰۲ میلادی است.

## داستان
«گوردی بروئر» (شوارتزنگر)، آتش نشان لس آنجلسی، پس از کشته شدن همسر و پسرش در بمب گذاری مقابل دفتر نمایندگی کلمبیا، وارد عمل می‌شود تا به سبک خودش، انتقام بگیرد.

## بازیگران
- آرنولد شوارتزنگر در نقش Gordon "Gordy" Brewer, A Los Angeles firefighter who seeks Colombian terrorists responsible for the killing of his wife and son.
- فرانچسکا نری در نقش Selena Perrini, the wife of Claudio and secret collaborator.
- کلیف کرتیس در نقش Claudio Perrini, a Colombian terrorist known as The Wolf.
- الیاس کوتیاس در نقش Peter Brandt, the head of the CIA station of Colombia.
- جان لگویزمائو در نقش Felix Ramirez, the manager of cocaine distribution facility.
- جان تورتورو در نقش Sean Armstrong, a Canadian mechanic.
- لیندسی فراست در نقش Anne Brewer, Gordy's wife.
- اتان دامپف در نقش Matt Brewer, Gordy's son.
- میگل ساندووال در نقش FBI Special Agent Joe Phipps, the FBI agent in charge.
- هری لنیکس در نقش FBI Agent Dray, Phipps's FBI partner
- جین لینچ در نقش Agent Russo
- تایلر پوزی در نقش Mauro, the adopted son of Selena and Claudio.
- فرناندو سارفاتی در نقش Federale
- جسو گارسیا در نقش Roman, Claudio's right-hand man.
- مایکل میلهوآن در نقش Jack, Gordy's fellow fireman.
- ریک ورثی در نقش Ronnie, Gordy's fellow fireman.
- ریموند کروز در نقش Junior, Gordy's fellow fireman.
- جی. کنت کمپل در نقش Ed Coonts, the former military advisor of Colombia who gives Brewer advice to survive Colombia.
- رودریگو اوبرگون در نقش Rodrigo
- مایکل کاوانو در نقش Chairman Paul Devereaux
- نیکولاس پرایور در نقش Senator Delich
- پدرو دامیان